# Recherche généalogique en Suisse
La recherche généalogique en Suisse se fait essentiellement par le biais des archives cantonales. Ces dernières se trouvent dans chaque chef-lieu de canton.
Le découpage des cantons et des diocèses a varié ici et là ; ainsi certaines communes, actuellement dans le canton du Jura, dépendaient autrefois du canton de Berne, mais également de l'évêché de Bâle. Les conditions de consultation des archives varient d'un canton à l'autre.
Pour l'état civil récent, les demandes se font auprès d'un officier d'état civil qui se chargera des recherches (service payant). Une autorisation cantonale est nécessaire (valable un an, renouvelable). Seules les demandes concernant les ascendants du demandeur sont possibles.

## Documents généalogiques

### Informations sur les actes d'état civil

#### Naissance
- Nom
- Prénom
- Date et lieu de naissance
- Nom, lieu de résidence et profession des parents

#### Mariage
- Noms des mariés
- Âges des mariés
- Lieu de résidence des mariés
- Date et lieu du mariage
- Noms, lieux de résidence et professions des parents et témoins
- Noms et professions des demoiselles et garçons d'honneur

#### Décès
- Nom et prénom du décédé
- Date de naissance (facultatif)
- Date et lieu du décès
- Nom et prénom de l'époux survivant
- Nom et lieu de résidence du déclarant

### Études notariales

#### Testaments
On peut trouver les testaments aux archives cantonales et municipales. Les archives d'État de Genève possèdent une liste des testaments anciens, de 1264 à 1911.

#### Registres notariaux
Principalement dans les cantons francophones et italophones, ils sont détenus aux archives cantonales et municipales. Il est conseillé d'effectuer une demande écrite aux services d'archives concernés pour obtenir des copies et renseignements recherchés.
Ces registres peuvent contenir :
- Contrats de mariages
- Testaments et donations
- Contrats de ventes
- Hypothèques
- Locations...

### Certificats de familles
Ils ne concernent que certains cantons et certaines villes. Les plus anciens datent d'environ 1800 - 1810. Ils ne sont plus délivrés depuis 1929 dans les cantons francophones.
Ils sont toujours délivrés dans les cantons de :
- Argovie
- Berne
- Tessin
- Zurich

Informations enregistrées :
- Noms
- Dates et lieux de naissance
- Dates de mariages
- Dates de décès

pour des familles complètes.

### Recensements
Le premier recensement fédéral de la population a été réalisé en mars 1850 sous la conduite du conseiller fédéral Stefano Franscini. Il a consisté à établir le nombre d'habitants et à recueillir des informations sur le sexe, l'âge, l'état civil, la profession et la religion de la population. Entre 1860 et 2000, un recensement de la population s’est déroulé tous les dix ans au mois de décembre. Ce rythme décennal n'a pas été suivi à deux seules occasions : le recensement a été anticipé de deux ans en 1888 (pour servir de base à la révision de la répartition des arrondissements électoraux) et retardé d'une année en 1941 (en raison de la mobilisation générale de l'armée en mai 1940). Le recensement de l’an 2000 a été le dernier à être réalisé selon la méthode traditionnelle. Depuis 2010, le recensement de la population est réalisé et exploité par l’Office fédéral de la statistique (OFS) chaque année et sous une nouvelle forme. Afin de décharger la population, l’OFS utilise en premier lieu les registres des habitants pour collecter les informations, qu’il complète en procédant à des enquêtes par échantillonnage. Seule une petite partie de la population (5 % environ) est interrogée dans le cadre d’interviews écrites ou téléphoniques. Le nouveau recensement de la population avait pour premier jour de référence le 31 décembre 2010.

### Registres des paroisses
Plusieurs types de registres paroissiaux sont consultables dans les paroisses, sur des périodes diverses : de 1525 à nos jours pour les paroisses protestantes, de 1580 à nos jours pour les paroisses catholiques.
- Les registres de baptêmes : outre les dates et lieu de baptêmes, sont indiqués les noms des parents, grands-parents, frères et sœurs, ainsi que le nom des parrains et marraines, et leurs liens de parentés.
- Les registres de mariages : sont notés les noms des conjoints, les dates et lieux de mariages. Souvent, le nom des parents n'est mentionné qu'à partir de 1700.
- Les registres de sépultures : outre le nom, date de décès et d'enterrement, il est parfois mentionné le nom du conjoint, et des parents pour les enfants en bas âge.

### Registres militaires
Il s'agit des dossiers de conscription, d'exemption et des déserteurs.
Les périodes couvertes sont :
- du XVe siècle au XVIIIe siècle pour les rôles cantonaux
- à partir de 1848 pour le service national

Les documents sont consultables aux archives cantonales, et, pour certains, au Service historique des armées, qui relève du département militaire fédéral.

### Registres des dîmes
Ces registres, couvrant une période du XVe au XIXe siècle, recensent les personnes ayant payé la dîme, ainsi que leur lieu de résidence. Ils sont consultables dans les diocèses et les paroisses des cantons catholiques.

### Ouvrages utiles
- Répertoires des noms de familles suisses [« Familiennamenbuch der Schweiz »], Zurich, Schulthess Polygraphischer Verlag, 1989, 3e éd., 2082 p. (ISBN 3-7255-2692-3, lire en ligne)

#### Associations généalogiques
- Société Suisse d'Etudes Généalogiques, Heldenstr. 23, CH-9200 Gossau
- Société Genevoise de Généalogie

#### Archives fédérales
Archivstrasse 24, CH-3003 Berne

#### Archives cantonales
- Bâle : Staatsarchiv, (Ancien Évêché de Bâle)
- Berne : Archives de l'Etat
- Fribourg : AEF
- Genève : Archives d'Etat (AEG)
- Valais : Archives Cantonales
- Vaud : Archives Cantonales Vaudoises